# Kenneth I.
Kenneth I. (810 – 13. února 858), vlastním jménem Cináed mac Ailpín byl králem Piktů a podle národní legendy prvním skotským králem. Jeho odkazem byla dynastie vládců, kteří od něho odvozovali svůj nárok na trůn, a vládli Skotsku po velkou část středověku.

## Král Piktů nebo Skotska
Legenda o Kennethovi, jako dobyvateli království Piktů a zakladatele království Alba, se zrodila za vlády Kennetha II., kdy v Kronice králů Alby bylo uvedeno, že Kenneth, první muž Skotska, byl vládcem Piktů po 16 let. Předtím než dorazil do království Piktů, byl dva roky panovníkem království Dál Riata.
Skotský historik George Buchanan (1506–1582) ve svém díle Rerum Scoticarum Historia, které vzniklo okolo roku 1570, uvedl, že Kennethův otec byl zabit Pikty, a doplnil nepodložený detailní popis toho, jak Kenneth jeho smrt pomstil a Pikty ovládl.
Historici v 19. století podrobili revizi předchozí názory na skotskou historii. Výsledkem bylo odstranění zavádějících podrobností a vyjádření názoru, že Kenneth získal vládu nad piktským královstvím jako dědictví po předcích své matky, tak jak zmiňoval Beda Venerabilis. Tento názor také dával smysl seznamu piktských králů, který je součástí Piktské kroniky, a Kenneth podle tohoto výkladu byl Kelt a panovník království Dál Riata, který zdědil piktský trůn po své piktské matce.
I moderní historici, jako kupříkladu Alex Woolf (* 1963), se přiklánějí k myšlence, že Kenneth nebyl Skot, ale jeden z piktských králů a po něm se na piktském trůnu vystřídali další čtyři králové. Takže Kenneth byl spíše jedním z posledních pěti piktských králů, než prvním skotským panovníkem. Je pravděpodobné, že keltské a piktské království se postupně spojovaly. Kenneth byl panovníkem, který tento proces zahájil a za vlády Konstantina II. bylo toto spojení dokončeno a stabilizováno.

## Původ
Kennethův původ není zcela jasný, podobně jako nejsou jasné vazby na předchozí panovníky Piktů nebo království Dál Riata. Podle rodokmenu obsaženém v rukopise datovaném do roku 1130 je jedním z jeho potomků Malcolm II.
Středověké rodokmeny nejsou považovány za příliš důvěryhodné zdroje, ale mnoho historiků považuje informaci o tom, že Kenneth je potomkem Gabrána mac Domangairta za hodnověrnou.
I když pozdější prameny popisují detailně Kennethovu vládu a smrt, jeho otec Alpín mac Echdach není uveden na seznamu králů v Duanském almanachu.

## Vláda
Kennethův nástup na trůn byl podpořen koncem dynastie, která vládla po předchozí čtyři generace. Král Uen, jeho bratr Aed a mnozí další významní šlechtici padli v bitvě proti vikingům roku 839. Následnická krize vyústila v to, že si na trůn činily nárok nejméně čtyři osoby.
Kennethova vláda je datována od roku 843, ale až roku 848 porazil svého posledního soupeře v nároku na trůn. Piktská kronika uvádí, že dva roky předtím než dorazil roku 843 do jejich království, byl panovníkem Dál Riata, což je ale současnými historiky zpochybňováno.
V době jeho vlády docházelo k osidlování území ležících mimo současné Skotsko norským obyvatelstvem. Vztahy mezi Kennethovým královstvím a Irskem oslabovaly a spojení s jižní Anglií bylo téměř přerušeno. On i jeho následovníci byli nuceni konsolidovat svou pozici v království a spojení mezi Kelty a Pikty se upevňovalo. Od doby vlády Donalda II. se království Keltů a Piktů začalo nazývat Alba.
Kenneth zemřel 13. února 858 v paláci zřejmě nedaleko Scone. Prameny jeho skon označují jako smrt krále Piktů, nikoli jako krále Alby. Tento titul byl poprvé použit až u jeho vnuků Donalda II. a Konstanina II. Kenneth měl dva syny, Konstantina a Aedha, kteří se později stali panovníky, a nejméně dvě dcery.